# Inchlaggan
Inchlaggan, schottisch-gälisch: Innis an Lagain ist eine kleine Ortschaft in den schottischen Highlands. Sie liegt im Glen Garry am Nordufer des Loch Garry etwa zwölf Kilometer westlich von Invergarry in der Council Area Highland. Nordwestlich befindet sich der kleinere Lochan Torr a’ Gharb-uillt, dessen Abfluss Gharb Allt östlich am Ort vorbeifließt und im Loch Garry mündet. Der Ort gehört zu dem Civil Parish Kilmonivaig.
Als Fotomotiv bekannt ist das Inchlaggan Collector’s House, dessen Besitzer seinen Gartenzaun und seine Scheune mit zahlreichen, von ihm an Viehgittern gefundenen Radkappen dekoriert hat.

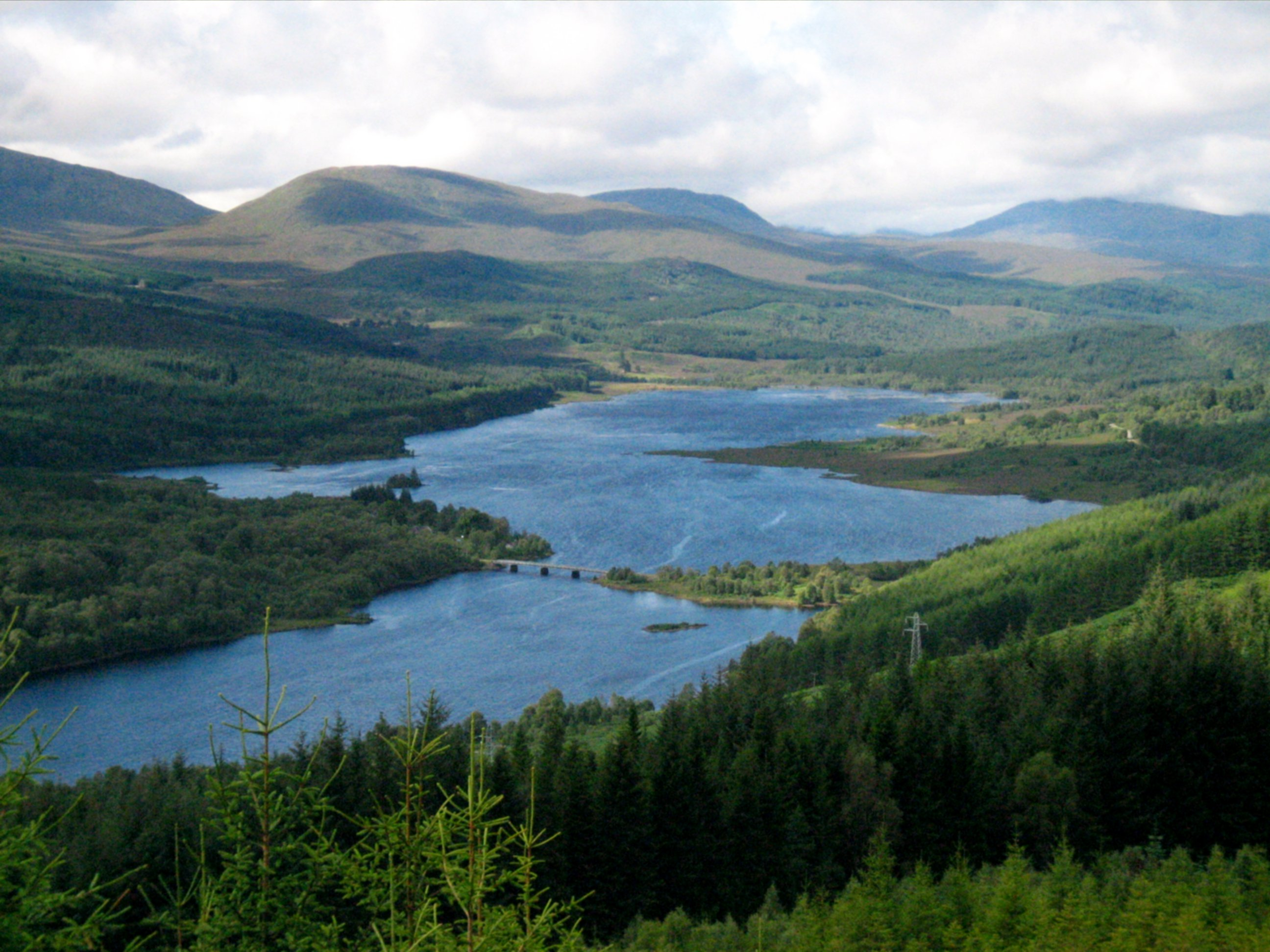
Loch Garry mit Blick auf Inchlaggan (in Blickrichtung rechtes Ufer hinter der zweiten Landzunge)
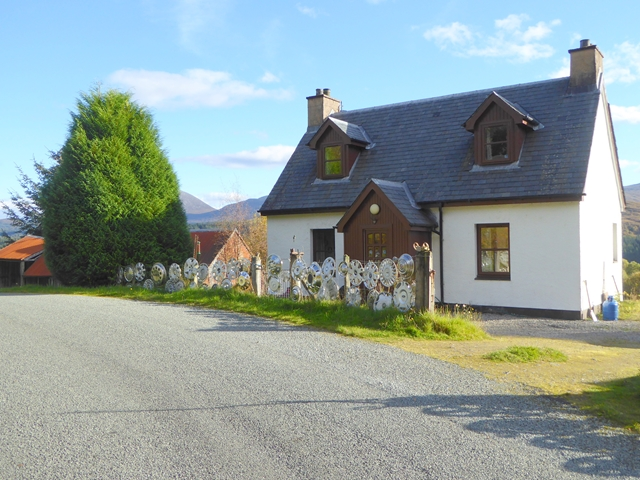
Das Collector’s House